# Sympycnus changaicus
Sympycnus changaicus är en tvåvingeart som beskrevs av Negrobov 1973. Sympycnus changaicus ingår i släktet Sympycnus och familjen styltflugor. Inga underarter finns listade i Catalogue of Life.